# نصرالله افجه‌ای
نصرالله افجه‌ای (زادهٔ ۱۳۱۲، تهران) خوشنویس ایرانی و از چهره‌های ماندگار این هنر است. او نشان درجهٔ یک هنری از وزارت فرهنگ و ارشاد اسلامی گرفته و در هفتمین همایش چهره‌های ماندگار در آبان ماه ۱۳۸۷ به عنوان چهرهٔ ماندگار رشته خوشنویسی برگزیده شده‌است.

## زندگی‌نامه
نصرالله افجه‌ای در سال ۱۳۱۲ در تهران به‌دنیا آمد. تحصیلات مقدماتی را در تهران گذرانده و موفق به گرفتن دیپلم هنری شده‌است. وی چندین دهه سابقهٔ متمرکز بر روی هنر خطاطی دارد و با تکنیک‌های مختلف و مصالح و مواد متنوع در خوشنویسی نیز کار کرده و آثار متنوعی را به وجود آورده‌است. در میان خوشنویسان ایرانی از نسل اول این گونه تجربه اندوزی‌ها و ترکیب کردن و گسترش دادن امکانات خوشنویسی با مصالح نقاشی و سایر تکنیک‌های طراحی بوده‌است.
افجه‌ای از سال ۱۳۵۲ تاکنون ۷ نمایشگاه انفرادی برپا کرده و در چندین نمایشگاه گروهی نیز آثارش را به نمایش گذاشته است. او نشان درجهٔ ۱ هنری از وزارت فرهنگ و ارشاد اسلامی گرفته و در هفتمین همایش چهره‌های ماندگار در آبان ماه ۱۳۸۷ به عنوان چهرهٔ ماندگار رشته خوشنویسی برگزیده شده‌است.